# Mount Verlautz
Mount Verlautz ist ein 2490 m hoher Berg im westantarktischen Marie-Byrd-Land. In den Rawson Mountains des Königin-Maud-Gebirges ragt er unmittelbar nördlich der Mündung des Poulter-Gletschers in den Scott-Gletschers auf.
Das Advisory Committee on Antarctic Names benannte ihn 1967 nach Major Sidney James Verlautz (1930–1989) vom United States Army Transportation Corps, logistischer Untersuchungsoffizier im Kommandostab der Unterstützungseinheiten der United States Navy in Antarktika.